# گرافنشلاگ
گرافنشلاگ (به آلمانی: Grafenschlag) یک مارکت گماینده در اتریش است که در منطقهٔ تسوتل واقع شده است.

## خصوصیات
گرافنشلاگ ۳۴٫۰۵ کیلومترمربع مساحت دارد ۷۸۰ متر بالاتر از سطح دریا واقع شده‌است.